# Rytidosperma carphoides
Rytidosperma carphoides là một loài thực vật có hoa trong họ Hòa thảo. Loài này được (F.Muell. ex Benth.) Connor & Edgar miêu tả khoa học đầu tiên năm 1979.